# Палубін
Палубін (пол. Pałubin) — село в Польщі, у гміні Стара Кішева Косьцерського повіту Поморського воєводства.
Населення — 268 осіб (2011).
У 1975-1998 роках село належало до Гданського воєводства.

## Демографія
Демографічна структура станом на 31 березня 2011 року:
|          | Загалом | Допрацездатний вік | Працездатний вік | Постпрацездатний вік |
| -------- | ------- | ------------------ | ---------------- | -------------------- |
| Чоловіки | 126     | 29                 | 89               | 8                    |
| Жінки    | 142     | 33                 | 82               | 27                   |
| Разом    | 268     | 62                 | 171              | 35                   |